# Ljungby landsfiskalsdistrikt
Ljungby landsfiskalsdistrikt var 1918–1964 ett landsfiskalsdistrikt i Kronobergs län, bildat när Sveriges indelning i landsfiskalsdistrikt trädde i kraft den 1 januari 1918, enligt beslut den 7 september 1917. Den 1 januari 1965 avskaffades i Sverige samtliga landsfiskaler och landsfiskalsdistrikt, och deras arbetsuppgifter delades upp på de nyskapade indelningarna polisdistrikt, åklagardistrikt och kronofogdedistrikt.
Landsfiskalsdistriktet låg under länsstyrelsen i Kronobergs län.

## Ingående områden
Den 1 januari 1936 ombildades Ljungby landskommun till Ljungby stad. När Sveriges nya indelning i landsfiskalsdistrikt trädde i kraft den 1 oktober 1941 (enligt kungörelsen den 28 juni 1941) tillfördes kommunerna Agunnaryd, Hamneda, Pjätteryd och Södra Ljunga från det upplösta Göteryds landsfiskalsdistrikt. Samtidigt överfördes kommunerna Berga, Dörarp, Kånna och Vittaryd till Lidhults landsfiskalsdistrikt. När Sveriges nya indelning i landsfiskalsdistrikt trädde i kraft den 1 januari 1952 (enligt kungörelsen 1 juni 1951) ändrades distriktets omfattning.

### Från 1918
Sunnerbo härad:
- Berga landskommun
- Dörarps landskommun
- Kånna landskommun
- Ljungby landskommun
- Ryssby landskommun
- Tutaryds landskommun
- Vittaryds landskommun

### Från 1936
- Ljungby stad

Sunnerbo härad:
- Berga landskommun
- Dörarps landskommun
- Kånna landskommun
- Ryssby landskommun
- Tutaryds landskommun
- Vittaryds landskommun

### Från 1 oktober 1941
- Ljungby stad

Sunnerbo härad:
- Agunnaryds landskommun
- Hamneda landskommun
- Pjätteryds landskommun
- Ryssby landskommun
- Södra Ljunga landskommun
- Tutaryds landskommun

### Från 1 januari 1952
- Hamneda landskommun
- Ljungby stad
- Ryssby landskommun